# &TEAMのオールナイトニッポンX
『&TEAMのオールナイトニッポンX』（エンチームのオールナイトニッポンクロス）はニッポン放送で2025年4月25日から放送開始のラジオ番組。

## 概要
これは、2025年3月10日に行われた『『オールナイトニッポン』2025年度ラインナップ発表』の中で明らかにされたもので、&TEAMは2022年12月に木曜Xの週替わり単発枠を、2024年12月に木曜GOLDの単発枠をそれぞれ担当し、いずれの番組でも大反響となったため、パーソナリティの起用になったもの。
なお、初回となる2025年4月25日の放送では、メンバー9人が全員登場した。

## 放送時間
- 毎月最終土曜日 0:00 - 1:00（毎月最終金曜日深夜）

## パーソナリティ
- &TEAM

## スタッフ
- ディレクター：三浦憲高